# Hate Your Friends
Hate Your Friends è il primo album in studio del gruppo musicale alternative rock statunitense The Lemonheads, pubblicato nel 1987.

## Tracce
1. Don't Wanna
2. 3-9-4
3. Nothing True
4. Second Chance
5. Sneakyville
6. Amazing Grace
7. Belt
8. Hate Your Friends
9. Don't Tell Yourself
10. Uhhh
11. Fed Up
12. Rat Velvet
13. So I Fucked Up

## Formazione
- Evan Dando - voce, chitarra, batteria
- Ben Delly - chitarra, batteria, voce
- Jesse Peretz - basso
- Doug Trachten - batteria